# And Then...
And Then... este o piesă a formației britanice Depeche Mode. Piesa a apărut pe albumul Construction Time Again, în 1983.
1. 1 2  ISWC-Net, accesat în 5 februarie 2023